# О ле Ао О ле Мало
О ле Ао о ле Мало — голова держави Самоа, фактично монарх Самоа, верховний вождь, верховний правитель держави Самоа. Продовжує лінію правління верховних вождів Самоа з найдавніших часів. Згідно з конституцією Самоа 1960 року — голова держави Самоа, який призначає прем'єр-міністра Самоа. З 2007 року обирається на 5 років, але без обмежень на кількість термінів.

## Монархи Самоа
- 1830—1842 — Маліетоа Ваі'інупо  Тавіта
- 1873—1875 — Та'ітуа (Рада)
- 1875 — Маліетоа Лаупепа
- 1875 — Таі'ітуа (Рада)
- 1875—1876 — Маліетоа Лаупепа (2-й раз)
- 1876—1879 — Таі'ітуа(Рада)
- 1879—1880 — Маліетоа Танумаіпе'а Талавоу
- 1880—1887 — Маліетоа Лаупепа (3-й раз)
- 1887—1889 — Тупуа Тамасесе Тітіатаеа
- 1889 — Тупуа Маліетоа То'оа Мата'афа Йосефо
- 1889—1898 — Маліетоа Лаупепа (4-й раз)
- 1898 — Вільям Лі Чемберс
- 1898—1899 — Тупуа Маліетоа То'оа Мата'афа Йосефо (2-й раз)
- 1898—1899 — Маліетоа Танумафілі I

## Список О ле Ао о ле Мало
- 1929—1963 — Тупуа Тамасесе Меа'оле
- 1963—2007 — Маліетоа Танумафілі II
- 2007—2017 — Туїатуа Тупуа Тамасесе Ефі
- 2017 — Ва'алетоа Суалауві II